# Lasse
Lasse é uma comuna francesa na região administrativa da Nova Aquitânia, no departamento dos Pirenéus Atlânticos. Estende-se por uma área de 15,05 km². Em 2010 a comuna tinha 341 habitantes (densidade: 22,7 hab./km²).